# Кость Котко
Мико́ла Петро́вич Лю́бченко (літ. псевдонім — Кость Котко; 29 лютого 1896, м. Київ — 8 грудня 1937, Ленінградська область) — український прозаїк, журналіст.

## Життєпис
Микола Любченко народився у Києві в сім'ї поліційного службовця.
У 1914 році закінчив Третю київську гімназію, після якої вступив на філологічний факультет Київського університету. Провчився рік і декілька місяців. У кінці 1915 року почав працювати діловодом у військово-дорожньому загоні шляхів сполучення. 1917 року переїхав у Бердичів, де паралельно з основною працею став співробітничати в місцевій газеті.
1918 р. під час гетьманського владарювання вступив до підпільної партії боротьбистів. За революційну діяльність був тричі заарештований. При поваленні гетьмана був комісаром міста, організував газету «Свобода» при штабі повстанських військ. До встановлення радянської влади працював у Бердичеві з підпільним більшовицьким ревкомом, з березня 1919 року — заступник голови Бердичівського ревкому. У 1920 році — член Київського губвиконкому, потім губревкому й водночас — редактор низки радянських газет.
У березні 1920 року Любченко вступив до ВКП(б). У 1921—1924 роках працював у Народному комісаріаті закордонних справ: заввідділу інформації, уповноваженим в Одесі, першим секретарем повпредства у Варшаві (Польща), старшим референтом у НКЗС. У 1924—1929 роках працівник редакції газети «Комуніст» — заввіділу, згодом член редколегії. У 1929—1931 роках — радник повпредства у Празі (Чехо-Словаччина). З грудня 1931 року по травень 1934-го — голова Української організації Всесоюзного товариства культурних зв'язків із закордоном. Водночас з травня 1933 року по 15 листопада 1934 року — член редколегії журналу «Комуніст» (в окремій ухвалі парткому редакції цього видання в 1934 році зазначено, зокрема, що Любченко відмовчувався на партійних зборах, коли обговорювали постанову ЦК партії про контрреволюційну роботу залишків націоналістів і троцькістів та пособництво їм з боку гнилих і ліберальних елементів і не брав участі «у викритті контрреволюціонера — троцькіста Штейнберга…»).

## Репресії
Уповноважена секретно-політичного відділу УДБ НКВС УРСР Гольдман, розглянувши матеріали, що звинувачували Любченка М. П. в тому, що він «належав до контрреволюційної організації, був тісно зв'язаний з членами центру Харківського контрреволюційного блоку, знав про підготовку замаху на Постишева», і вважаючи, що перебування його на волі соціально небезпечне, 2 грудня 1934 р. ухвалила «вибрати запобіжним заходом проти уникнення ним суду і слідства — утримання під вартою в спецкорпусі Київського обласного управління НКВС».
Після трусу на квартирі, Любченка заарештували 4 грудня 1934 р.
14 січня 1935 р. підсудного виключили з членів ВКП(б) «як активного учасника контрреволюційної організації». Спочатку на допитах, які вів слідчий Грушевський, Любченко заперечував пред'явлені йому звинувачення, зрештою був змушений визнати свою «приналежність до боротьбистського крила блоку контрреволюційних націоналістичних сил».
Виїзна сесія Військової колегії Верховного Суду СРСР на закритому засіданні без участі звинувачення і захисту 27 і 28 березня 1935 р. розглянула справу Любченка і винесла вирок: позбавити волі на 7 років з конфіскацією особистого майна.
Після суду в'язня відправили до Карагандинського табору — Картабу, де він до 21 травня 1936 р. працював у с. Долинське. Звідси його перевели у Біломоро-Балтійський табір — Білбалттаб, відтак відбував покарання в Соловецькому таборі особливого призначення (рос. — СЛОН).
«Особлива трійка» УНКВС Ленінградської області 25 листопада 1937 р. засудила Миколу Любченка до розстрілу. Вирок виконано 8 грудня 1937 року в Ленінградській області.
Військова колегія Верховного Суду СРСР 4 серпня 1956 р. той вирок скасувала і кримінальну справу припинила.
Микола Любченко реабілітований посмертно.

## Творчість
Статті, фейлетони, памфлети, гуморески друкував у всіх республіканських газетах і журналах. Видав 20 книжок гумору і сатири. Серед них: «Альманах трьох» (1920), «Петлюрія» (1921), «Чудоправ-майстри» (1922), «Без штепселя», «Дивовижна пригода з гречкою», «Обличчям до спини», «Як воно там за кордоном» (1927), «Істукрев», «Сонце поза мінаретами», «Сто годин на добу» (1928), «Теж люди» (1929), «Останній полон», «Щоденник кількох міст» (1930), «Трагедія і фарс» (1933).
Тут офіційна радянська біографія кінчається коротким реченням: «Помер у 1933 році.»